# أندريا ماير (صحفية)
اندريا ماير (بالألمانية: Andrea Meier) (و. 1970  م) هي مؤلفة، وصانعة أفلام، وسينيمائية، ومقدمة تلفزيونية، وصحفية سويسرية، ولدت في زيورخ.

## وصلات خارجية
- أندريا ماير على موقع IMDb (الإنجليزية)

- أندريا ماير في قاعدة بيانات الأفلام على الإنترنت